# نقش دستوری

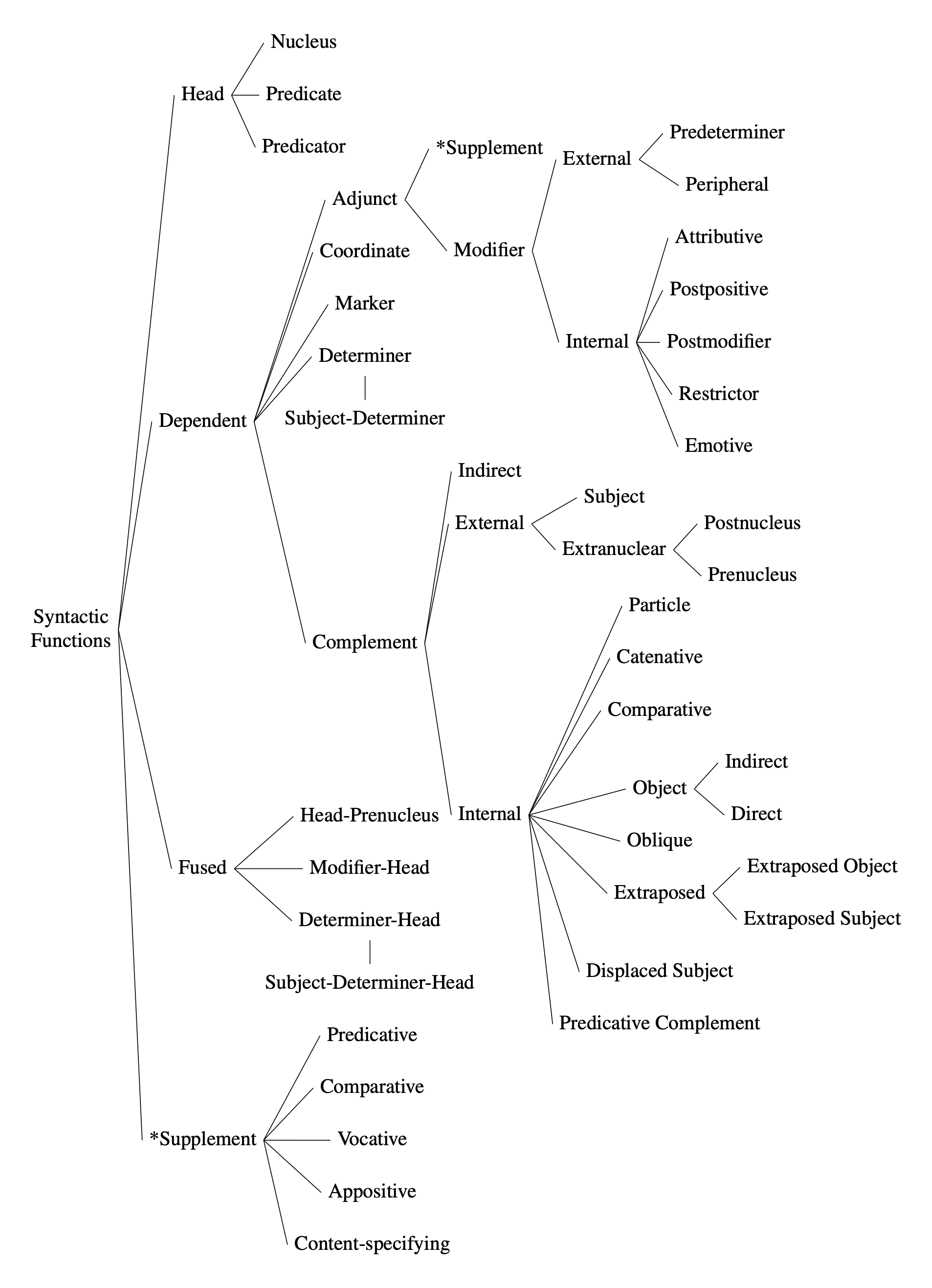
نمودار درختی نقش‌های انگلیسی

رابطۀ دستوری (به انگلیسی: grammatical relation) یا نقش دستوری (به انگلیسی: grammatical function, grammatical role) یا نقش نحوی (به انگلیسی: syntactic function) در زبان‌شناسی، روابط کارکردی بین سازه‌ها در جمله هستند. نمونه‌های استاندارد نقش‌های دستوری از دستور زبان سنتی شامل نهاد (فاعل و نافاعل)، مفعول مستقیم و مفعول غیرمستقیم هستند. اخیراً، نقش‌های نحوی (به‌طور کلی به‌عنوان روابط دستوری شناخته می‌شوند) که با دسته‌های سنتی نهاد و مفعول شناخته می‌شوند، نقش مهمی در نظریه‌پردازی زبان‌شناسی ایفا کرده‌اند؛ این نقش‌ها در رویکردهای مختلفی از جمله دستور زایشی و نظریه‌های نقش‌گرا و شناختی مورد بررسی قرار گرفته‌اند. بسیاری از نظریه‌های تازۀ دستور زبان احتمالاً به انواع بیشتری از نقش‌های دستوری (مانند متمم ، «Specifier»، گزاره و غیره) اذعان خواهند داشت.
به‌عبارت دیگر، نقش‌ها را می‌توان به دو دسته تقسیم کرد: نقش‌های اصلی (شناخته شده از گذشته) مانند نهاد (فاعل، نافاعل)، مفعول مستقیم، مفعول غیرمستقیم، متمم، منادا و مسند. و نقش‌های فرعی (تازه کشف‌شده) مانند قید، تمیز (یا همان متمم مفعولی) و بدل است.
نقش روابط دستوری در نظریه‌های دستور زبان بیشتر در دستورهای وابستگی است که تمایل دارند ده‌ها رابطه دستوری متمایز را پیشنهاد کنند. هر وابستگیِ سر-وابسته دارای یک نقش دستوری است.
مقوله‌های دستوری به واژگان و عبارات دارای روابط، اختصاص داده می‌شوند. این شامل اجزای سنتی اجزای کلام مانند اسم، فعل، صفت و غیره، و ویژگی‌هایی مانند شمار و زمان دستوری می‌شود.

## روش بیان نقش‌های دستوری
برای بیان نقش دستوری واژگان و گروه واژگان در جمله، در دستور هر زبان روش یا وندها یا نقش‌نماهایی (حروف) وجود دارد؛ برای نمونه پسواژهٔ «را» در فارسی یک نقش‌نما است که مفعول بودن عبارت پیش از خود را می‌رساند. حروف پیوند برخلاف نقش‌نماها در پی بردن به نقش دستوری واژه‌ها تأثیری ندارند.

## ارتباط نقش‌های معنایی با نقش‌های دستوری
نقش‌های دستوری شکل بروز یافتۀ نقش‌های معنایی در دستور زبان هستند. یک نقش معنایی را نمی‌توان جایگزین یک نقش دستوری دانست. یک نقش دستوری می‌تواند چندین نقش معنایی را بیان کند.

## واژه‌نامه
1. ↑  syntactic functions
2. ↑  grammatical relations
3. ↑  functional theories
4. ↑  cognitive theories